# Руссо, Алессия
Алессия Миа Тереза Руссо (англ. Alessia Mia Teresa Russo; род. 8 февраля 1999, Мейдстон, Юго-Восточная Англия) — английская футболистка, нападающая клуба «Арсенал» и женской сборной Англии.

## Клубная карьера
Руссо начала футбольную карьеру в академии «Чарльтон Атлетик», после чего тренировалась в академии другого лондонского клуба «Челси».
В январе 2017 года перешла в клуб «Брайтон энд Хоув Альбион». 5 февраля 2017 года дебютировала за клуб в матче Женского кубка Англии против «Уимблдона». 11 февраля 2017 года забила первый гол за клуб в матче против «Лондон Биз»: это был первый гол «Брайтона» в Женской суперлиге ФА.
Осенью 2017 года Руссо переехала в США, где играла в команде «Норт Каролайна Тар Хиллз» по студенческому футболу (college soccer). За три сезона в США провела 57 матчей и забила 28 мячей.
10 сентября 2020 года подписала двухлетний контракт с английским клубом «Манчестер Юнайтед». 13 сентября 2020 года дебютировала за «Манчестер Юнайтед» в матче Женской суперлиги против «Бирмингем Сити».
16 июня 2023 года было объявлено об уходе Руссо из «Манчестер Юнайтед» по истечении контракта в конце сезона.
4 июля 2023 года Руссо перешла в лондонский «Арсенал» на правах свободного агента.

## Карьера в сборной
Выступала за сборные Англии до 15, до 17, до 19, до 20 лет и до 21 года.
В феврале 2020 года получила первый вызов в главную женскую сборную Англии. 11 марта 2020 года дебютировала за сборную Англии в матче против сборной Испании, заменив Тони Дагган.

## Личная жизнь
Алессия родилась в Мейдстоне, графство Кент, в семье с итальянскими корнями. Её дед был родом из Сицилии и переехал в Англию в 1950-е годы, а отец, Марио, и брат, Джорджио, играли в футбол за команды нижних английских дивизионов.